# Pianosonate nr. 26 (Beethoven)
Pianosonate nr. 26 in Es majeur, op. 81a, is een pianosonate van Ludwig van Beethoven. Het stuk is gedurende 1809 tot 1810 geschreven en duurt circa 14 minuten. De bijnaam van de sonate is "Les Adieux". Beethoven componeerde het stuk voor zijn mecenas aartshertog Rudolph. Toen hij op 4 mei 1809 vluchtte voor het Franse leger samen met zijn keizerlijke familie, schreef Beethoven een afscheidsstuk voor hem. Dit werd het eerste deel van de sonate. Later componeerde hij ook de twee laatste delen, het weg zijn, tijdens de afwezigheid van Rudolph en het weerzien, naar aanleiding van de terugkomst van Rudolph.

## Onderdelen
De sonate bestaat uit drie delen:
- I Das Lebewohl (Les Adieux - Het afscheid): Adagio - Allegro
- II Abwesenheit (L'Absence - De afwezigheid): Andante espressivo
- III Das Wiedersehen (Le Retour - De terugkeer): Vivacissimamente

### Adagio - Allegro
Dit is het eerste deel van de sonate. De sonate opent adagio in een 2/4 maat met een motief van drie akkoorden, waarboven Le-be-wohl geschreven staat. Op dit motief zijn zowel het eerste, als het tweede thema gebaseerd. Op het moment dat de introductie voorbij is en de expositie begint, verandert de maat naar 2/2 en gaat het stuk over naar allegro. Het stuk duurt circa 7 minuten.

### Andante espressivo
Dit is het tweede deel van de sonate. Het stuk heeft een 2/4 maat en duurt circa 3 minuten.

### Vivacissimamente
Dit is het derde en laatste deel van de sonate. Dit stuk heeft, net als het eerste deel, een sonatevorm. Het begint vrolijk in 6/8 maat in Bes majeur. Voordat het tweede thema komt, heeft het stuk een verbindingsdeel dat van Ges majeur, naar F majeur gaat. Het stuk duurt ongeveer 4 minuten.